# Cephaloleia ornatrix
Cephaloleia ornatrix là một loài bọ cánh cứng trong họ Chrysomelidae. Loài này được Donckier miêu tả khoa học năm 1899.